# Cusilluchayoc
El Templo de los monos o Kusilluchayoc o Kusilluchayuq (del quechua cusqueño kusilllu que significa mono)[cita requerida] es un sitio arqueológico ubicado en la ciudad del Cusco, a 30 minutos a pie de la Plaza de Armas y a medio kilómetro de Kenko. Sobresale una gran roca donde se encuentran talladas figuras zoomorfas como serpientes y sapos. El sitio está conformado por un afloramiento de roca caliza que forma dos conjuntos pétreos a manera de pasaje. El templo se encuentra dentro del parque arqueológico de Sacsayhuamán. El ingreso es libre.
Varios investigadores han afirmado que la función del sitio probablemente estuvo vinculada a la observación de los movimientos de la Luna y el Sol.

## Galería de imágenes
|                     |
| Afloramiento rocoso |

|                     |
| Interior del Templo |

|         |
| Detalle |

|                                    |
| Roca con manifestaciones zoomorfas |